# Steinerne Brücke (Kamenné Mosty)
Die Steinerne Brücke (tschechisch kamenný most) über die Hostačovka im Ortsteil Kamenné Mosty der Gemeinde Žleby ist eine mittelalterliche Bogenbrücke im Okres Kutná Hora in Tschechien. Sie ist eine der ältesten erhaltenen Brücken des Landes.

## Beschreibung
Die Brücke hat eine Länge von 45 Metern und ist maximal 9 Meter breit; die Fahrbahnbreiten beträgt 5,5 m. Das zweimal gekrümmte Bauwerk besitzt drei gestauchte Bögen und besteht einschließlich der über beide Brückenenden hinausreichenden Brüstung aus Bruchsteinmauerwerk. Die Brücke bildet die einzige Straßenverbindung über die Hostačovka in Kamenné Mosty und dient dem Anliegerverkehr. Unmittelbar oberhalb der Brücke mündet der Zehubský potok in die Hostačovka, unterhalb die Doubravka. Die Steinerne Brücke ist Teil des nationalen Kulturerbes der Tschechischen Republik.

## Geschichte
Die Brücke am Libitzer Landessteig, einem bedeutsamen hochmittelalterlichen Handelsweg, der über Čáslav, Žleby, Kněžice, Vilémov, Libice nad Doubravou, Ždírec nad Doubravou, Žďár nad Sázavou und Velké Meziříčí von Böhmen nach Mähren wurde wahrscheinlich am Ende des 12. oder Anfang des 13. Jahrhunderts errichtet. Zu dieser Zeit erfolgte unter König Ottokar I. Přemysl und seinem Sohn Wenzel I. der Landesausbau sowie der Bau steinerner Brücken. Die Ausführung des für diese Zeit großen und wegen der Lage im Mündungsgebiet zweier Bäche schwierig zu realisierenden Baus erfolgte wahrscheinlich durch eine bedeutsame Bauhütte.
Lange Zeit wurde angenommen, dass die Brücke im 14. Jahrhundert am Verbindungsweg zwischen der Burg Žleby und dem Benediktinerkloster Wilmzell unter Beteiligung des Benediktinerklosters oder auch auf Veranlassung von Karl IV. gebaut wurde. Da der Libitzer Steig zu dieser Zeit jedoch seine Bedeutung an den von Čáslav über Habry und Deutschbrod führenden Haberner Steig verlor, ist es wenig wahrscheinlich, dass die aufwändige Brücke erst im 14. Jahrhundert entstand. Nach anderer Theorie soll sie im 16. Jahrhundert als Teil eines Teichdammes errichtet worden sein.
1991 erfolgte eine Sanierung durch Betoneinspritzung. Die lange Zeit in Vergessenheit geratene Brücke wurde am 16. November 2000 in die Liste der Kulturdenkmale aufgenommen. In den Jahren 2017 – 2018 wurde eine umfassende Rekonstruktion vorgenommen.